# Europäisches Zentrum für Umwelt und Gesundheit
Das Europäische Zentrum für Umwelt und Gesundheit (auch bekannt als ECEH = European Center for Environment and Health) ist ein wissenschaftliches Kompetenzzentrum der WHO („WHO-Regionalbüro für Europa“). Es liefert den Mitgliedstaaten Informationen zu Art und Umfang bestehender wie auch neu entstehender bzw. erkannter umweltbedingter Gesundheitsrisiken und hilft ihnen bei der Erstellung von Handlungskonzepten zur Bewältigung dieser Risiken behilflich ist. Die Organisation mit Sitz in Bonn wurde 1991 eingerichtet.
Seit dem 1. Januar 2012 ist diese komplett am UN-Standort Bonn angesiedelt. Der bislang in Rom befindliche Teil wurde geschlossen und dessen Aufgaben nach Bonn verlagert. Die Bundesregierung hat sich bereiterklärt, den deutschen Finanzierungsanteil von bisher jährlich 1,023 Mio. Euro ab 2012 auf jährlich rund 3,4 Mio. Euro zu erhöhen.
Zweck ist es, konzeptionell zu beraten und internationale Leitlinien in Bereichen wie Luftgüte und Lärmbelastung auszuarbeiten, die in die Entscheidungsprozesse von Regierungen, Gesundheitsfachkräften, Bürgern und anderen Akteuren einfließen sollen.
Das ECEH unterstützt den vom Regionalbüro im Jahr 1989 eingeleiteten 'Prozess Umwelt und Gesundheit in Europa'. Gegenwärtig befasst es ist vor allem mit der Weiterverfolgung der Ergebnisse der Fünften Ministerkonferenz Umwelt und Gesundheit, die 2010 in Parma (Italien) stattfand.
Das Hauptgebäude ist das als Langer Eugen bekannte Hochhaus, in dem bis zum Umzug des Bundestages nach Berlin die Büros der Bundestagsabgeordneten waren.